# Embaixada do Brasil em Sófia
A Embaixada do Brasil em Sófia é a missão diplomática brasileira da Bulgária. A missão diplomática se encontra no endereço, Brasilsko Possoslstvo Ulitsa Frederic Joliot Curie, 19, Sófia, Bulgária.